# 南洋大兜蟲屬
南洋大兜蟲屬（學名：Chalcosoma）是金龜科兜蟲亞科的一個屬。屬名源自希臘語的Chalco(銅)Soma(身體)，意指這個品種的甲蟲身上有著銅一般的金屬光澤。

## 外觀
有三根犄角，胸角向前，微彎成弧形；頭角末端向上，中間有一凸起。

## 物種
南洋大兜蟲屬包括以下四个物種：
- 阿特拉斯南洋大兜蟲 Chalcosoma atlas
- 奇戎南洋大兜蟲 Chalcosoma chiron
- 婆羅洲南洋大兜蟲 Chalcosoma moellenkampi
- 恩加諾南洋大兜蟲 Chalcosoma engganensis

## 影視形象
- 《假面騎士劍》 - 高加索Undead / 黑桃K技能 - 進化
- 《假面騎士KABUTO God Speed Love》 - 假面騎士Caucasus
- 《假面騎士ZERO-ONE》 - 假面騎士Thouser（「驚異高加索」Progrisekey的特徵）

## 外部連結
- 維基物種上的相關：南洋大兜蟲屬
- 维基共享资源上的相關多媒體資源：南洋大兜蟲屬